# Quan tot s'enfonsa
Quan tot s'enfonsa (títol original en lituà, Sesės) és una pel·lícula dramàtica lituana-letona del 2024 escrita i dirigida per Laurynas Bareiša, i protagonitzada per Gelmine Glemzaite, Agne Kaktaite, Giedrius Kiela i Paulius Markevicius. La pel·lícula es va estrenar al 77è Festival de Cinema de Locarno, on Bareiša va rebre el premi a la millor direcció, mentre que el repartiment principal va ser reconegut amb el guardó a la millor interpretació. Va ser seleccionada com a candidata lituana a l'Oscar a la millor pel·lícula de parla no anglesa, però no va arribar a ser nominada. S'ha subtitulat al català.